# لوکا سنتوریون
لوکا سنتوریون (انگلیسی: Luca Centurione؛ زادهٔ) بازیکن فوتبال اهل ایتالیا است.